# Rugby-Verband Sachsen
Der Rugby-Verband Sachsen e.V. (kurz: RVS) ist der Dachverband aller Rugby-Union-Vereine und deren angehörenden Einzelmitgliedern in Sachsen. Seinen Sitz hat der gemeinnützige Verein in Leipzig. Er ist einer der 13 Landesverbände des Deutschen Rugby-Verband (DRV) und Mitglied im Landessportbund Sachsen und hat dort den Status als Landesfachverband.
Gegründet wurde der RVS im Jahr 1990 in Leipzig. Er richtet seit 2014 den höchsten regionalen Rugby-Union-Pokalwettbewerb, den Sachsen 7er-Pokal, aus. Als regionaler Rugby-Verband organisiert der RVS die Landesauswahlen der sächsischen Rugby-Union-Vereine. Die Ziele des Verbandes sind in erster Linie die Förderung des Rugbysports und des Nachwuchses sowie die Organisation eines geregelten Spiel- und Wettkampfbetriebes in Sachsen. Jedes Jahr veranstaltet der Verband Ausbildungslehrgänge zum Erwerb der Trainer- und/oder Schiedsrichterlizenz.

## Geschichte

### Bis 1990 – Vor der Verbandsgründung
Rugby in Sachsen geht bis in die 1950er Jahre zurück. Die Hochburg in Leipzig beherbergte mehrere Vereine. Die Hochschulsportgruppe der Deutschen Hochschule für Körperkultur (HSG DHfK Leipzig), die Betriebssportgemeinschaften Lokomotive Wahren Leipzig und Gastronom Leipzig und der Armeesportklub Leipzig waren vier Teams, die sich in dieser Zeit bildeten. DHfK war das erfolgreichste Team. Die Mannschaft gewann zwischen 1954 und 1963 fünf Meisterschaften und zweimal den Pokal des DRSV und war zwischenzeitlich Rekordmeister der DDR. Der Vorläuferklub des RC Leipzig die BSG Lokomotive Wahren Leipzig war mit vier Meistertiteln und einem Pokalsieg ebenfalls einer der erfolgreichsten Vereine der DDR. Lok hatte eine erfolgreiche Periode in den späten 1970er Jahren, als er die Dominanz von BSG Stahl Hennigsdorf brach und vier Ostdeutsche Meisterschaften hintereinander gewann. Nach Auflösung der Rugbyabteilungen der Deutschen Hochschule für Körperkultur und der Armeesportklubs gab es in den 1980er Jahren von den einst vier Teams noch zwei Rugby-Abteilungen. Dies waren Lokomotive und Gastronom.

### 1990 bis 2000 – Die Gründerjahre
Der Rugby-Verband Sachsen wurde im Jahr 1990 gegründet. Mit der deutschen Wiedervereinigung gingen die beiden Rugbyabteilungen der Betriebssportgemeinschaften vorübergehend wieder in die HSG DHfK Leipzig über. Im September 1994 traten die Rugbyspieler in den TSV 1893 Leipzig-Wahren ein, wo sie wieder eine eigene Abteilung gründeten. Die Rugbyspieler blieben die nächsten zehn Jahre beim TSV, bis sie im September 2004 den RC Leipzig im Stadtteil Lützschena-Stahmeln gründeten.

### 2000 bis heute – Aufschwung in Sachsen
Im Jahr 2000 gründete sich der Rugby-Verein in Dresden, der heute neben Leipzig zu den größten sächsischen Rugby-Vereinen gehört. Im selben Jahr trat er dem Verband bei. Im Jahr 2005 wird dann in Freiberg eine Rugby – Arbeitsgemeinschaft am Gymnasium gegründet und in Zittau wird eine Rugby-Abteilung eines Vereins gegründet.
Anfang des Jahres 2006 wird aus der Rugby-Arbeitsgemeinschaft in Freiberg eine Abteilung eines Vereins, da die meisten Rugbyspieler die Schule verlassen haben. Zu einer Sitzung der RL-Spielkommission des DRV in Jena, werden die beiden neuen Vereine aus Freiberg und Zittau eingeladen um auszuloten, was im 15er-Bereich mit beiden Vereinen möglich wäre und gehen würde. Gleichzeitig zeigt sich das viele Vereine in Sachsen, Sachsen-Anhalt und Thüringen zu Mitgliederschwach sind um 15er Rugby zu spielen. das in diesem Jahr durchgeführte Saxon Sevens in Dresden zeigt das es eine Rugbyszene in Sachsen bzw. Mitteldeutschland gibt, die fürs 15er zu klein, aber für den Spaß an der Freude und das Zwischenmenschliche (Rugbyspirit) genau richtig ist. Daraufhin wird im 2. Halbjahr 2006 eine „anarchichtische Rugby-Liga“ ins Leben gerufen, man trifft sich an unterschiedlichen Plätzen um gemeinsam Rugby 7 zu spielen; der Zusammenhalt unter den einzelnen Verein wächst und es entsteht ein Freundesnetzwerk.
2011 entschied sich die Rugby-Abteilung des SV Stahl Brandis Mitglied des Rugby-Verband Sachsen zu werden. Aber auch viele kleine Vereine gründeten sich in letzter Zeit. Die Vereine Freiberg, Chemnitz, Brandis und Zittau nehmen regelmäßig am Spielbetrieb der Mitteldeutschen 7er-Liga teil. Der Rugby-Verband Sachsen steht heute vor vielen Herausforderungen. Mit der Bekanntgabe der Aufnahme des 7er-Rugbys in das olympische Programm haben sich neue Wege geöffnet, die dem Verband neue Möglichkeiten einräumen.
Im Jahr 2012 fand eine Ligareform statt, die die Bundesligen auf 48 Vereine erweiterte. Damit stiegen die Vereine Dresden und Leipzig in die Bundesliga auf. Auf dem Deutschen Rugby-Tag 2012 hat sich der Rugby-Verband Sachsen und NRW für eine Neustrukturierung des Deutschen Rugby-Verbandes ausgesprochen. Dabei wurde vorgeschlagen, ein Gremium einzusetzen, dass dem Verband eine neue Struktur mit Satzung und Ordnung geben sollte. Im selben Jahr begann der Verband zum ersten Mal in der Geschichte mit der Planung für eine Aufstellung einer Herren-Landesauswahl. Durch Sichtungen und Trainergesprächen konnten die besten Spieler versammelt werden. Mit Unterstützung des Landessportbundes Sachsen konnte der Verband mit seiner Auswahl an einem Bundesländervergleich im Jahr 2013 teilnehmen.
Der Sachsen-7er-Pokal wurde 2014 das erste Mal ausgerichtet. Vier Mannschaften nahmen die Herausforderung an und stellten sich der Aufgabe Sachsencup. Im Modus jeder gegen jeden kämpften sich die Mannschaft des Gastgebers SV Stahl Brandis, die Tower Rugby aus Chemnitz, der RC Dresden und das Team aus Freiberg durch die Spiele. Nach 3 Siegen in 3 Spielen erhielt dann der Spielertrainer der Grubenhunte Freiberg den Sieger-Wanderpokal aus den Händen des Vorsitzenden des Rugby-Verbands Sachsen und diese werden nun auf ihrem Heimplatz im kommenden Jahr die nächsten Auflage des Sachsencups im 7er-Rugby ausrichten.
Im August 2014 führte der Rugby-Verband Sachsen unter der Anleitung der Nachwuchstrainer Falk Müller (Leipzig), Lars Wochatz (Leipzig) und Martin Wittig (Brandis) ein vier-tägiges Trainingslager mit Sichtung durch. Die Veranstaltung wurde als Mischung aus Trainingslager und Sichtung konzipiert. Teilnehmer aus drei Vereinen (RC Leipzig, Rugby-Verein Leipzig Scorpions und SV Stahl Brandis) nahmen an der Veranstaltung teil. Am Ende konnten die Stärken und Schwächen aufgezeigt werden. Mit den ermittelten Ergebnissen bestand nun die Möglichkeit die Leistungen der sächsischen Nachwuchsspieler mit denen der U16-Nationalspieler zu vergleichen.
Am 5. September 2014 wurde der siebte Mitgliedsverein, der Rugby-Verein Leipzig Scorpions, in den Verband aufgenommen.

## Organisation
Die beiden wichtigsten Organe des Rugby-Verband Sachsen sind die Mitgliederversammlung und der Vorstand.

### Vorstand
| Name            | Herkunftsverein | Amtszeit      |
| --------------- | --------------- | ------------- |
| Uwe Scheithauer | RC Dresden      | seit 2011     |
| Anne Wesemann   | RC Dresden      | 2009 bis 2011 |
| Jürgen Weber    | RC Leipzig      | bis 2009      |

| Name        | Herkunftsverein   | Amtszeit  |
| ----------- | ----------------- | --------- |
| Jens Köhler | Leipzig Scorpions | seit 2011 |

Der Vorstand wird von der Mitgliederversammlung für zwei Jahre gewählt und ist für die Geschäftsführung des Verbands verantwortlich.
- 1. Vorsitzender: Uwe Scheithauer (Dresden)
- 2. Vorsitzender: Jens Köhler (Leipzig Scorpions)
- Schatzmeister: Manja Müller (Leipzig Scorpions)

### Mitglieder
Mitglieder des Verbands sind Rugby-Vereine oder Rugby-Abteilungen von Sportvereinen. Die Mitgliedschaft der Vereine wird durch die Aufnahme erworben. Gleiches gilt bei Zusammenschlüssen von Vereinen und Abteilungen. Es ist ein schriftlicher Aufnahmeantrag, der nicht elektronisch übermittelt werden darf, an die Geschäftsstelle zu richten. Über die Aufnahme entscheidet die Mitgliederversammlung durch Beschluss. Mit Beschlussfassung beginnt die Mitgliedschaft. Das Mitglied erhält eine schriftliche Aufnahmebestätigung. Ein Aufnahmeanspruch besteht nicht.
Voraussetzung für die Mitgliedschaft sind die Anerkennung der Gemeinnützigkeit wegen der Förderung des Sports im Sinne des Abschnitts „steuerbegünstigte Zwecke“ der Abgabenordnung und die Mitgliedschaft in einem Kreissportbund, Stadtsportbund, Gemeindesportverband oder Stadtsportverband.
| Verein                              | PLZ   | Stadt    | Quelle                        |
| ----------------------------------- | ----- | -------- | ----------------------------- |
| Rugby Club Leipzig e.V.             | 04159 | Leipzig  | www.leipzig-rugby.de          |
| Rugby-Verein Leipzig Scorpions e.V. | 04347 | Leipzig  | www.scorpions-rugby.de        |
| Rugby Cricket Dresden e.V.          | 01067 | Dresden  | www.dresdenrugby.de           |
| SV Horken Kittlitz e.V.             | 02708 | Kittlitz | www.svhorkenkittlitz.de/rugby |
| SV Stahl Brandis e.V.               | 04821 | Brandis  | www.rugby-brandis.de          |
| USG Chemnitz e.V.                   | 09126 | Chemnitz | www.rugby-chemnitz.jimdo.com  |
| ATSV Grubenhunte Freiberg e.V.      | 09599 | Freiberg | www.grubenhunte.de            |

### Finanzierung
Der Rugby-Verband Sachsen finanziert sich fast ausschließlich über Mitgliedsbeiträge der Vereine. Zusätzlich werden Maßnahmen durch Fördergelder des Landessportbundes oder durch Spenden/Sponsoren unterstützt.

### Übergeordnete Verbände
- International Rugby Board (IRB), der Rugby-Union Weltverband
- Fédération Internationale de Rugby Amateur Association Européenne de Rugby (FIRA-AER), der europäische Kontinentalverband für Rugby-Union
- Deutscher Rugby-Verband (DRV), der deutsche Rugby-Union Spitzenfachverband

## Spielbetrieb

### Regionaler Spielbetrieb

#### Sachsen 7er-Pokal
Der Sachsen 7er-Pokal ist ein seit 2014 ausgetragener Rugby-Union-Pokalwettbewerb für sächsische Vereinsmannschaften. Er wird jährlich vom Rugby-Verband Sachsen ausgetragen und ist der wichtigste sächsische Rugby-Titel. Der Sieger des Sachsen 7er-Pokals wird durch in Turnierform ermittelt. Die Turnierorganisation und -leitung erfolgt durch einen vom Landesverband ernannten Spielleiter. Es gelten dabei die Regeln der Mitteldeutschen 7er-Liga. Abweichungen können durch den Vorstand bekanntgegeben werden. Erster Titelträger ist die Rugby-Abteilung des ATSV Freiberg.
| Jahr | Sachsen-7er-Meister |
| ---- | ------------------- |
| 2014 | ATSV Freiberg       |

### Überregionaler Spielbetrieb

#### Vereine in 15er-Ligen
| Stufe | Bezeichnung          | Anzahl | Vereine                      |
| ----- | -------------------- | ------ | ---------------------------- |
| 1     | Bundesliga           | 1      | RC Leipzig                   |
| 2     | 2. Bundesliga        | 1      | RC Dresden                   |
| 3     | Regionalliga Nordost | 2      | RC Leipzig II, RC Dresden II |

| Stufe | Bezeichnung  | Anzahl | Vereine    |
| ----- | ------------ | ------ | ---------- |
| 1     | Meisterrunde | 0      | --         |
| 2     | DRV-Pokal    | 1      | RC Leipzig |
| 3     | Ligapokal    | 1      | RC Dresden |

#### Vereine in 7er-Ligen
| Bezeichnung                               | Anzahl | Vereine                                                                             |
| ----------------------------------------- | ------ | ----------------------------------------------------------------------------------- |
| Mitteldeutsche 7er-Meisterschaft im Rugby | 6      | RC Leipzig, RC Dresden, USG Chemnitz, SV Brandis, SV Horken Kittlitz, ATSV Freiberg |

## Landesauswahlen
Der Rugby-Verband Sachsen hat im Jahr 2012 mit den Planungen für die Aufstellung einer Landesauswahl im Bereich Herren 7er begonnen. Diese Mannschaft hat an den Landesverbandsauswahlen 2013 teilnehmen. Damit hat der Verband das erste Mal seit vielen Jahren an einem Bundesländervergleich teilgenommen. Ab 2014 ist die Aufstellung einer Frauen 7er Mannschaft geplant.

## Erfolge und Ergebnisse

### Erfolge des Verbandes
| Maßnahme                                 | 13 |
| ---------------------------------------- | -- |
| Herren – Landesverbandsmeisterschaft 7er | 7  |

### Erfolge sächsischer Vereine
Der bisher erfolgreichste Verein in Sachsen seit der Gründung des Verbandes 1990 ist der RC Leipzig. In der olympischen 7er-Variante als auch im klassischen 15er-Rugby konnte er zuletzt Erfolge vorweisen. Weitere sächsische Vereine nehmen an der Mitteldeutschen 7er-Liga teil, scheiterten aber zumeist knapp an einem Titel.

#### Deutscher Nachwuchsmeister
Nachwuchs U14
RC Leipzig: (1) 2004

#### Mitteldeutsche 7er-Liga
- RC Leipzig: (1) 2011
- ATSV Freiberg: (1) 2013
- Rugby Chemnitz (USG): (6) 2009, 2010, 2019 (in SG mit SV Horken Kittlitz), 2020–22 (Corona-Saison) (in SG mit SV Horken Kittlitz), 2023, 2024
- RC Dresden: (1) 2016
- SV Stahl Brandis: (1) 2018

#### Nordost 7er-Liga
RC Leipzig: (1) 2012

#### Sachsen 7er-Pokal
- ATSV Freiberg: (1) 2014